# Piaristická kolej (Liberec)
Piaristická kolej U sv. Kříže v Liberci existovala v letech 1837-1843.

## Historie koleje
Pražský arcibiskup V. L. Chlumčanský odkázal sumu 140 tisíc zlatých ke zřízení prvních dvou reálných škol v Liberci a Rakovníku. K tomuto odkazu byl přidán i peněžitý obnos libereckého měšťana H. Tille – 24 tisíc zlatých. Město Liberec koupilo pak v Novém městě dům č. 264/1, který upravilo na byty profesorů reálky. K této budově bylo přistavěno křídlo, v němž byla umístěna reálka, mající tehdy tři ročníky.
Podle poslední vůle arcibiskupa Chlumčanského byli k vedení reálky povoláni piaristé. Dne 8. října 1837 byla reálka v Liberci slavnostně otevřena. Prvním rektorem se stal P. Antonín Felix Rohn (* 1790 v Liberci) a s ním tvořili další čtyři piaristé první profesorský sbor reálky. Po rektoru Rohnovi se stal druhým rektorem P. Viktor Gaunersdorfer. Liberecká kolej nesla název U sv. Kříže.
Piaristé se však v Liberci dostali brzy do finančních nesnází, chyběly dokonce i peníze na výplatu profesorů. Proto se řád roku 1843 vzdal vedení tohoto ústavu. Ústav pak převzali premonstráti ze Strahova. Tím skončila krátká doba existence piaristického domu v Liberci.